# Regmatodon
Regmatodon là một chi rêu trong họ Regmatodontaceae.